# Rhinobatos productus
Rhinobatos productus és un peix de la família dels rinobàtids i de l'ordre dels rajiformes.

## Morfologia
Pot arribar als 119 cm de llargària total en el cas dels mascles i als 170 en el de les femelles.

## Alimentació
Menja crustacis, cucs, mol·luscs i peixos.

## Distribució geogràfica
Es troba a les costes del Pacífic oriental (des de San Francisco, Estats Units, fins al Golf de Califòrnia i, possiblement també, a Mazatlan -Mèxic-).